# Stenosis kaszabi
Stenosis kaszabi là một loài bọ cánh cứng trong họ Tenebrionidae. Loài này được Medvedev miêu tả khoa học năm 1995.